# Armand Marchant
Armand Marchant (Thimister, 14 december 1997) is een Belgisch alpineskiër, gespecialiseerd in de slalom en de reuzenslalom.

## Carrière
Marchant maakte zijn wereldbekerdebuut op 13 december 2014. Hij nam in 2015 ook deel aan de reuzenslalom van het WK in het Amerikaanse Beaver Creek. Marchant liep in januari 2017 een meervoudige scheenbeenbreuk op tijdens de reuzenslalom in het Zwitserse Adelboden. Hij kon pas eind november 2019 terug deelnemen aan de wereldbeker, na zeven chirurgische ingrepen en een lange revalidatie. Op 5 januari 2020 werd hij vijfde op de slalom bij het Kroatische Zagreb, het beste resultaat dat ooit door een Belg werd behaald op een wereldbeker alpineskiën.

## Belangrijkste resultaten

### Wereldkampioenschappen
| Jaar | Plaats            | Resultaten                   |
| ---- | ----------------- | ---------------------------- |
| 2015 | Vail/Beaver Creek | DNF1 Slalom 41e Reuzenslalom |

### Wereldbeker
Eindklasseringen
| Seizoen   | Algm | SL  |
| --------- | ---- | --- |
| 2016/2017 | 129e | 49e |
| 2019/2020 | 87e  | 30e |